# Rocky Ford (Oklahoma)
Rocky Ford – jednostka osadnicza w Stanach Zjednoczonych, w stanie Oklahoma, w hrabstwie Delaware.